# کیم جی سو (جودوکار)
کیم جی سو (کره‌ای: 김지수؛ زادهٔ ۱۲ دسامبر ۲۰۰۰) جودوکار اهل کره جنوبی است. او در بازی‌های المپیک تابستانی ۲۰۲۴ رقابت کرد و برندهٔ مدال برنز شد.